# Congressi Solvay
(Werner Heisenberg)
I Congressi Solvay (chiamati anche Conferenze Solvay), fondati dall'industriale belga Ernest Solvay, sono una serie di conferenze scientifiche dedicate ad importanti problemi aperti, riguardanti fisica e chimica, che si tengono a Bruxelles ogni tre anni, a partire dal 1911, agli International Solvay Institutes for Physics and Chemistry.

### Galleria d'immagini

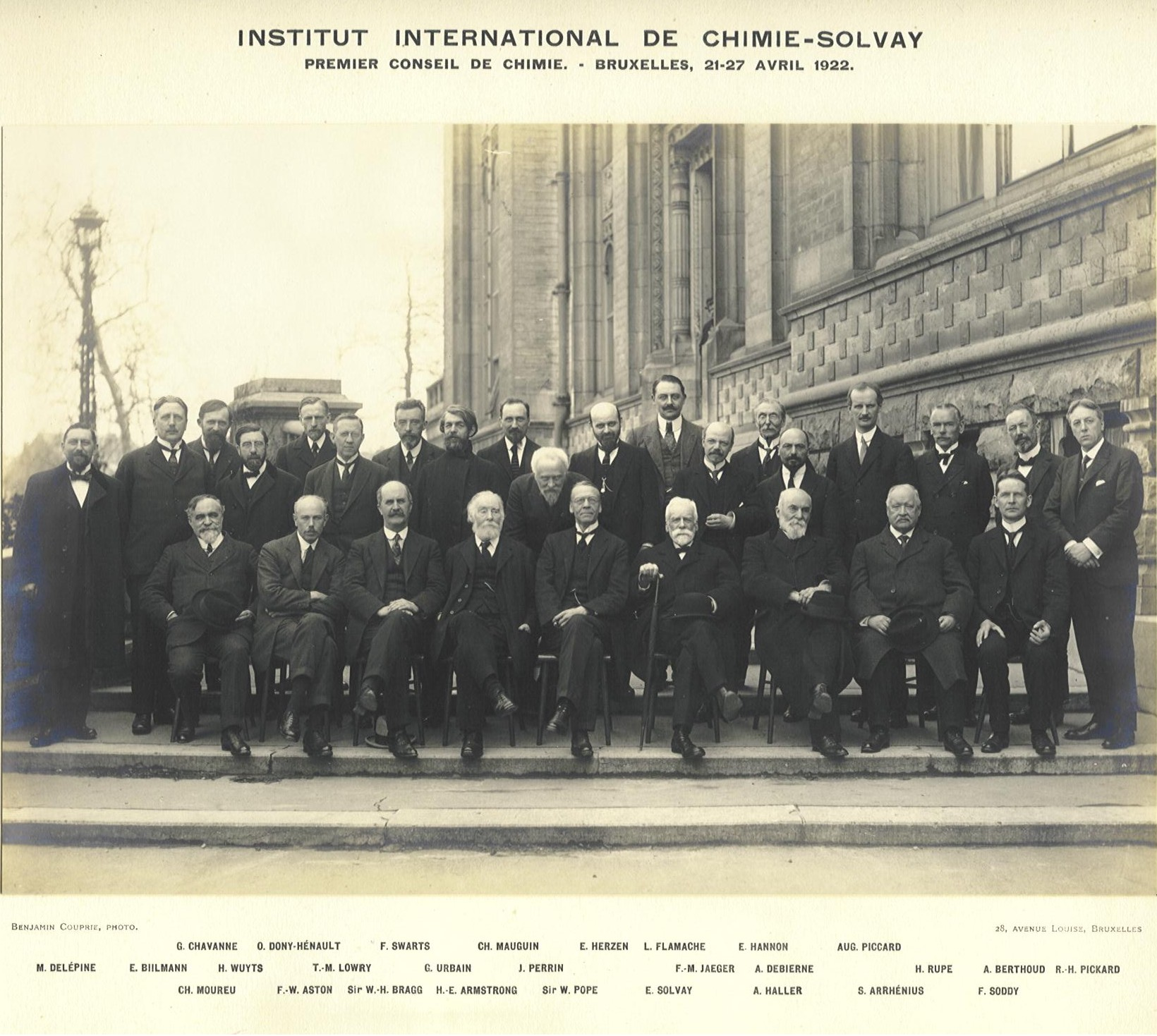
Prima conferenza, 1922